# Lauterecken
Lauterecken là một đô thị thuộc huyện Kusel, trong bang Rheinland-Pfalz, phía tây nước Đức. Đô thị Lauterecken có diện tích 8,91 km², dân số thời điểm ngày 31 tháng 12 năm 2006 là 2223 người. Đô thị này nằm bên sôngs Glan và Lauter, cự ly khoảng 20 km về phía đông bắc của Kusel, và 25 km về phía tây bắc Kaiserslautern.
Lauterecken là thủ phủ của Verbandsgemeinde ("đô thị tập thể") Lauterecken.